# Selaginella delicatissima
Selaginella delicatissima är en mosslummerväxtart som beskrevs av Jean Jules Linden. Selaginella delicatissima ingår i släktet mosslumrar, och familjen mosslummerväxter. Inga underarter finns listade i Catalogue of Life.